# Gemella
A Gemella latin eredetű női név, jelentése: lány ikertestvér.

## Gyakorisága
Az 1990-es években szórványos név, a 2000-es években nem szerepel a 100 leggyakoribb női név között.

## Névnapok
- június 2.[2]
- december 10.[2]